# Kataklysm
Kataklysm je kanadski death metal-sastav iz Montreala, osnovan 1991. godine.

## Povijest sastava
Sastav je osnovan 1991. godine, a prvu postavu činili su Maurizio Iacono, Sylvain Houde, Jean-Francois Dagenais i Ariel Saied. Objavili su dva studijska albuma do 1998., kada pjevač Sylvain Houde napušta sastav, a zamjenjuje ga dotadašnji basist Maurizio Iacono. Do sad su objavili ukupno jedanaest studijskih, te dva albuma uživo. Sastav svoju glazbu naziva "northern hyperblast". Godine 2008. Iacono je osnovao još jedan sastav Ex Deo, kojem su se kasnije pridružili i ostali članovi.

## Članovi sastava
Trenutačna postava
- Maurizio Iacono - vokal (1998.-), bas-gitara (1991. – 1998.)
- Jean-François Dagenais - gitara (1991.-)
- Stéphane Barbe - bas-gitara (1998.-)
- Olivier Beaudoin - bubnjevi (2013.-)

Bivši članovi
- Sylvain Houde - vokal (1991. – 1998.)
- Ariel Saied - bubnjevi (1991. – 1992.)
- Nick Miller - bubnjevi (1996. – 1998.)
- Jean-François Richard - bubnjevi (2002. – 2004.)
- Martin Maurais - bubnjevi (2004. – 2005.)
- Max Duhamel - bubnjevi (1993. – 1995., 1998. – 2003., 2005. – 2013.)

## Diskografija
Studijski albumi
- Sorcery (1995.)
- Temple of Knowledge (Kataklysm Part III) (1996.)
- Victims of This Fallen World (1998.)
- The Prophecy (Stigmata of the Immaculate) (2000.)
- Epic (The Poetry of War) (2001.)
- Shadows & Dust (2002.)
- Serenity in Fire (2004.)
- In the Arms of Devastation (2006.)
- Prevail (2008.)
- Heaven's Venom (2010.)
- Waiting for the End to Come (2013.)
- Of Ghosts and Gods (2015.)

## Vanjske poveznice
- Službena stranica